# 妅簋

妅簋腹内底铸铭文“妅作宝尊彝”

妅簋，为西周早期的青铜器，属礼器，现藏于上海博物馆。

## 特点
妅簋高18.5厘米，口径19.5厘米，重2.8公斤。1992年，上海博物馆从香港购买。其侈多口卷唇，主体配件拆用象头与四足，是商周动物造型青铜器的变体。腹部装饰有斜方格的乳钉雷纹，为商朝晚期、西周早期风格。腹内底铸铭文二行五字“妅作宝尊彝”，记载其主人为妅氏。